# Baño de oro

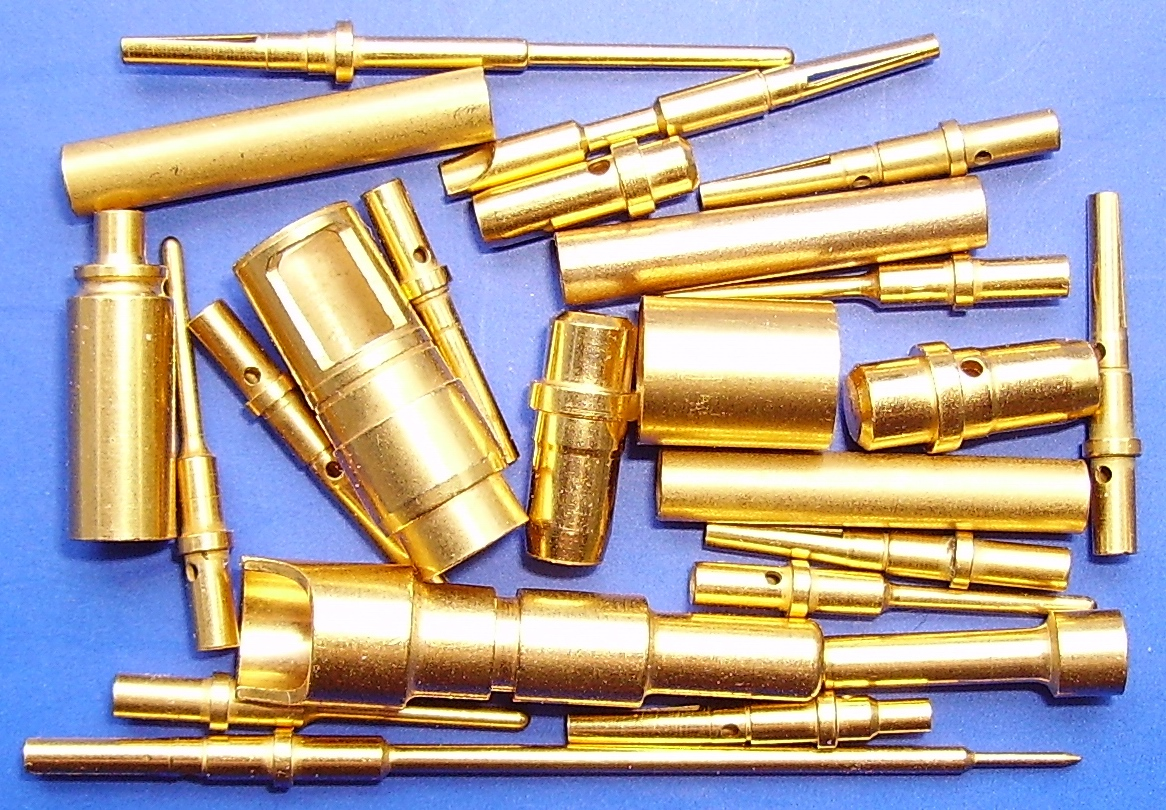
Conectores electrónicos con baño de oro.

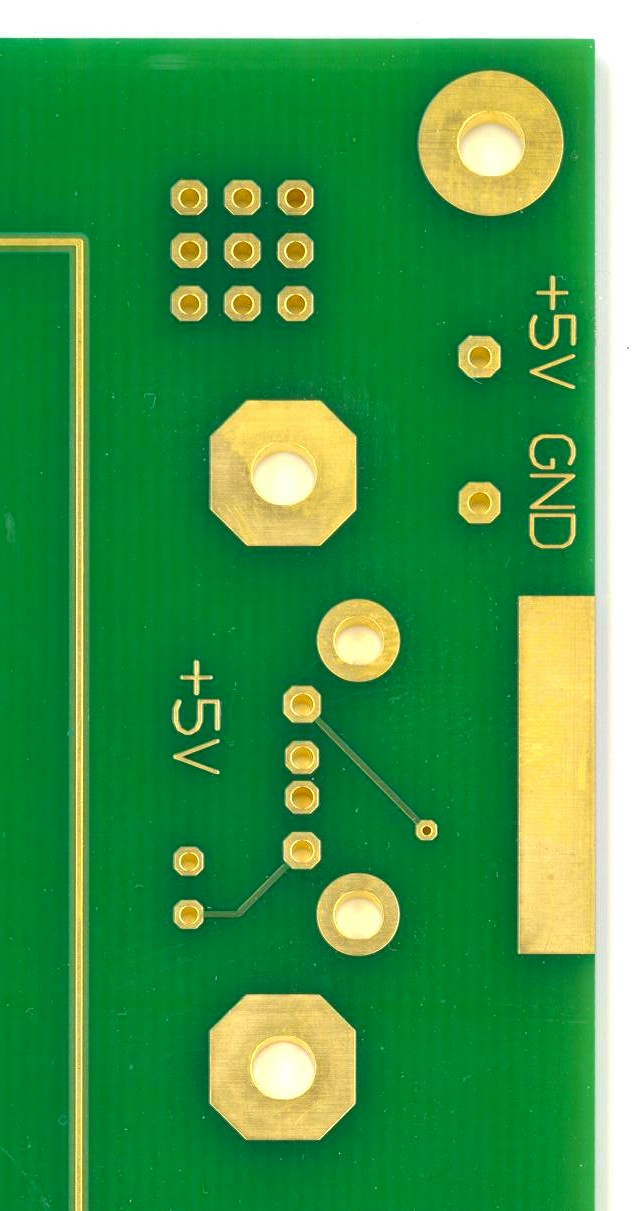
Baño de oro depositado sobre el cobre PCB.

Las técnicas de  baño de oro son diferentes métodos empleados para depositar una capa delgada de oro sobre la superficie delgada otro metal, casi siempre cobre o plata, mediante procesos químicos o electroquímicos.
Estas técnicas incluyen los métodos utilizados principalmente en la moderna industria de la electrónica. Los sistemas tradicionales, a menudo utilizados para objetos mucho más grandes, utilizaban otros métodos clásicos de dorado.

## Deposición química
La deposición química de oro (o recubrimiento electrolítico) se lleva a cabo mediante una reacción de intercambio, con la ayuda de algún catalizador. Se puede llevar a cabo en una solución de tipo:
- Alcalina
- Neutra
- Débilmente ácida
- Con sulfatos
- Con ferrocianuros

## Oro alemán
En joyería existe el "anodizado de oro" conocido como "oro alemán" o también "oro falso" (de hecho el original era aluminio anodizado) y tiene una larga historia, que data de antes del comienzo del siglo XX, siendo un tipo de acabado utilizado ampliamente en Europa.